# Кассіна-Риццарді
Кассіна-Риццарді (італ. Cassina Rizzardi) — муніципалітет в Італії, у регіоні Ломбардія, провінція Комо.
Кассіна-Риццарді розташована на відстані близько 510 км на північний захід від Рима, 35 км на північ від Мілана, 9 км на південний захід від Комо.
Населення — 3290 осіб (2014).
Щорічний фестиваль відбувається третьої неділі вересня. Покровитель — San Giuseppe.

## Демографія
Населення за роками:

Станом на 1 січня 2023 року в муніципалітеті офіційно проживало 166 іноземців з 43 країн, серед них 37 громадян країн Євросоюзу та 6 громадян України.

## Сусідні муніципалітети
- Бульгарограссо
- Фіно-Морнаско
- Гуанцате
- Луїзаго
- Вілла-Гуардія